# 童軍結
童軍結並非單單用於童軍活動的繩結，只不過因為童軍露營活動常用而俗稱命之。一般說來，童軍結可大略分成繩頭結、平結、縮短繩結、稱人結、索結、吊索繩結、編織結、工程用結等大項。
- 平結：平結、單結、活平結、蝴蝶結、醫生平結
- 索結：繫木結、雙套結、三套結、雙半結、吊索結、槓桿結、漁人雙半結、繩纜三套結
- 編織結：串聯結、牛眼結、冠結、反串結
- 繩頭結：接繩結、花聯結、雙接繩結、對扣稱人結
- 稱人結：稱人結、法式稱人結、雙稱人結、水中稱人結
- 縮短繩結
- 工程用結：方回結、十字結、剪立結、鷹架用結
- 吊索繩結：千秋結、吊梯結、吊桶結、吊袋結、外國瓶口結

童軍探索獎章童軍技能第七項 -- 童軍活動中常用的繩結：
- 平結、接繩結、八字結、雙套結、稱人結、繫木結